# 아방구루

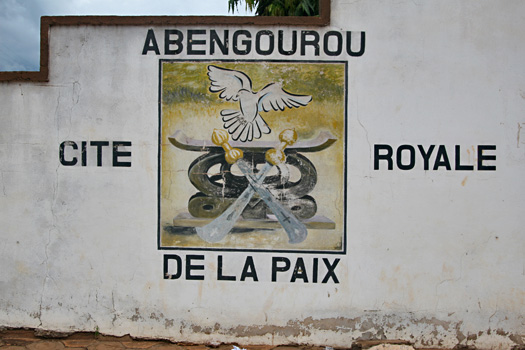

아방구루(Abengourou)는 코트디부아르 무아얭코모에 주의 주도로, 인구는 105,000명(2004년 기준)이다.